# Croton robustior
Croton robustior là một loài thực vật có hoa trong họ Đại kích. Loài này được (L.B.Sm. & Downs) Radcl.-Sm. & Govaerts mô tả khoa học đầu tiên năm 1997.